# Cambuur Stadion
El  Cambuur Stadion  es un estadio de fútbol ubicado en la ciudad de Leeuwarden en los Países Bajos. El estadio se inauguró 12 de septiembre de 1936 y posee una capacidad para 10.250 personas, es utilizado por el club SC Cambuur Leeuwarden de la Eredivisie, la máxima categoría del fútbol profesional en el país.
El estadio esta emplazado al interior del Parque Deportivo Municipal Cambuur (Cambuur SportPark), fue inaugurado en 1936 con una sola grada, posteriormente se aumentó a tres graderías y la capacidad creció a 14.000 espectadores, en 1961 fue uno de los primeros estadios holandeses en tener focos de iluminación.
En 1980 se produjeron más cambios, cuando se construyeron las gradas sur y este, que se mantienen hasta el día de hoy. La nueva tribuna principal se abrió en 1995, estas cuatro gradas independientes forman un estadio "estilo inglés" con esquinas abiertas.
Después de 2000 se llevaron a cabo varios cambios estructurales menores, como reemplazo de asientos y mejoras tecnológicas. En noviembre de 2013 se tomó la decisión de construir un nuevo estadio, con más comodidades y una capacidad para 15.000 personas. La construcción del nuevo recinto esta prevista para el periodo 2019-2021.